# Ga Nagahama
Ga Nagahama (長浜駅 Nagahama-eki) là một ga tàu trên tuyến Hokuriku chính ở Nagahama, Shiga, Nhật Bản, vẫn hành bởi Công ty Đường sắt Tây Nhật Bản (JR Tây).
Giữa năm 1991 và 2006, nhà ga là điểm phân chia của hệ thống điện khí hóa (phía nam nhà ga, bao gồm cả nhà ga là 1500V DC và phía bắc là 20.000V AC) để tất cả các chuyến tàu trong khu vực từ Osaka và Kyoto sử dụng nhiều tổ máy điện một chiều chỉ dừng ở ga này. Năm 2006, khu DC được mở rộng đến ga Tsuruga, nhưng vẫn còn một số chuyến tàu dừng ở Nagahama.
Nhà ga trước đó, được xây dựng năm 1882, hiện được bảo tồn như một bảo tàng (Bảo tàng Ga Nagahama Cũ), và là ga đường sắt lâu đời nhất được bảo tồn ở Nhật Bản.

## Bố trí
| 1 | ■ Tuyến Biwako (Tuyến chính Hokuriku) | ■ Nhanh đặc biệt ・■ Địa phương       | cho Maibara・Kyōto・Ōsaka         |
| 1 | ■ Tuyến Biwako (Tuyến chính Hokuriku) | ■ Dịch vụ hạn chế Shirasagi           | cho Maibara ・Gifu・Nagoya        |
| 2 | ■ Tuyến chính Hokuriku                | ■ Nhanh đặc biệt ・■ Địa phương       | cho Ōmi-Shiotsu・Tsuruga・Fukui   |
| 2 | ■ Tuyến chính Hokuriku                | ■ Limited Express Shirasagi           | cho Kanazawa・Toyama・Wakuraonsen |
| 3 | ■ Tuyến chính Hokuriku                | ■ Địa phương                          | cho Ōmi-Shiotsu ・ Tsuruga        |
| 4 | ■ Tuyến Biwako (Tuyến chính Hokuriku) | ■ Nhanh đặc biệt ・■ Địa phương </br> | cho Maibara ・ Kyōto ・ Ōsaka     |
| 4 | ■ Tuyến chính Hokuriku                | ■ Địa phương                          | cho Ōmi-Shiotsu ・ Tsuruga        |

## Lịch sử
Nhà ga mở cửa vào ngày 10 tháng 3 năm 1882 với tư cách là ga cuối của tuyến đường sắt giữa Nagahama và Tsuruga. Nhà ga trở thành một ga trung gian khi đường sắt được kéo dài từ Nagahama đến Sekigahara vào ngày 1 tháng 5 năm 1883. Tuyến đường đến Sekigahara sau đó được thay thế bằng tuyến đường đến Maibara.
Cho đến năm 1889 khi Tuyến đường chính Tōkaidō được hoàn thành bằng việc mở đoạn cuối cùng ở tỉnh Shiga, Nagahama là điểm kết nối của đường sắt và thuyền trên hồ Biwa, nơi lấp đầy khoảng cách của đường sắt phía đông và phía tây của hồ.

## Liên kết ngoại
- Ga Nagahama (JR Odekake Net) (bằng tiếng Nhật)

Bản mẫu:Tuyến Hokuriku chính